# Эпоха синтвейва
«Восстание синтезаторов» (англ. The Rise of the Synths) — документальный фильм Ивана Кастеля, посвященный синтвейву — поджанру современной электронной музыки, опирающемуся на звучание, стиль и эстетику эпохи 1980-х. Фильм прослеживает историю жанра от музыкального интернет-андеграунда до вхождения в мейнстрим и содержит интервью с музыкантами, многие из которых ранее были известны лишь под творческими псевдонимами в сети и впервые появились на экране под своими настоящими именами.

## Производство и премьеры
«Восстание синтезаторов» полностью финансировался поклонниками поджанра — сбор средств на съемки документального фильма был запущен в 2016 году на краудфандинговой платформе Kickstarter. Данная кампания провалилась, поэтому позже сбор был перенесён на Indiegogo, где смог набрать достаточную сумму. Фильм снимался два года в восьми странах. Мировая премьера фильма состоялась 1 ноября 2019 года на фестивале In-Edit в Барселоне. Спустя полмесяца фильм был включен в программу фестиваля Doc'n Roll в Лондоне.

## В ролях
Фильм содержит интервью со следующими музыкантами, группами и творческими деятелями: Джон Карпентер, Mitch Murder, FM-84, NINA, Carpenter Brut, Dance with the Dead, Electric Youth, Power Glove, Gunship, Dynatron, Scandroid, GosT, The Midnight, Maethelvin, Mecha Maiko, Miami Nights 1984, Betamaxx, Nightcrawler, OGRE, Роберт Паркер, Perturbator, Винченцо Салвиа, 80s Stallone, Com Truise, Waveshaper. В саундтреке фильма звучит музыка таких исполнителей, как: Power Glove, Maethelvin, 80s Stallone, NINA, Robert Parker, Waveshaper, Nightcrawler, Cougar Synth, Electric Youth, Miami Nights 1984, Dance With The dead, MPM Soundtracks, Lazerhawk, Bluezz Vylez, College, GOST, Carpenter Brut, Mecha Maiko, Mega Drive, Scandroid, Sebastian Gampl, D/A/D, Gunship, IamManolis.

## Отзывы
Фернандо Берналь на сайте Cinemania написал, что фильм порадует поклонников синтвейва. Роб Дайсон из ForeverSynth отметил, что режиссер Иван Кастелл чётко показал, почему музыка данного жанра нравится даже тем, кто не родился в 1980-х и 1990-х.